# جان ويلتير
جان ويلتير (بالفرنسية: Jean Welter)‏ (2 مايو 1901 – 23 مارس 1977) هو ملاكم لوكسمبورغي راحل، مثّل بلاده في الألعاب الأولمبية الصيفية في دورتي 1924 و1928.

## روابط خارجية
جان ويلتير على موقع اللجنة الأولمبية الدولية (الإنجليزية)
- جان ويلتير على موقع أوليمبيديا (الإنجليزية)